# 阿侬
阿侬（？—1055年），北宋广源州峒僚女首领，侬全福之妻，侬智高之母，广南西路邕州左江道羁縻武勒州（今广西扶绥县）人。
阿侬丈夫侬全福为傥犹州知州，宝元元年（1038年）为抗击交趾，建立长其国，自称昭圣王帝，宝元二年（1039年），侬全福及长子侬智聪被交趾执杀。阿侬与其子侬智高逃奔侬峒地区雷峒、火峒及傥犹州、安德州等地，改嫁商人，后再嫁特磨道（今云南文山市）知州侬夏卿，继续反抗交趾。庆历元年（1041年），辅佐侬智高收复傥犹州，建大历国。力主内附宋朝，以抗交趾侵扰，被宋朝拒绝。阿侬聪敏，有谋略。皇祐四年（1052年），侬智高起兵反宋，阿侬竭力相助，“智高攻陷城邑，多用其策”。侬智高攻克邕州，建大南国，称仁惠皇帝，阿侬被尊为皇太后。皇祐五年（1053年），侬智高兵败归仁铺，逃往大理国。她收拾残部三千余人转入特磨道，投靠侬夏诚、侬夏卿，日习骑兵，整军精武，伺机再起。皇祐六年（1054年），被宋将余靖的部将石鉴（钦州人）及部吏黄汾、黄献等人发峒兵击败，在特磨道被俘。至和二年（1055年），在洛阳被害。